# ミュッテルソルツ
ミュッテルソルツ （Muttersholtz、ドイツ語:Müttersholz）は、フランス、アルザス地域圏、バ＝ラン県のコミューン。

## 地理
ミュッテルソルツはセレスタから7km離れている。ディーボルサイムからの道路沿いにある。以前城のあったアーンヴィールと、貴族のラトサムオサン家（ラスザンハウゼン家）発祥の地であるニーデル＝ラトサムオサンの2集落を含む。ミュッテルソルツはアルザス中央部のリード地方の最も重要な地の1つである。

## 歴史
ミュッテルソルツは、森の女神に捧げられた森の上につくられた。ダクサンラン小郡で見つかった遺跡は、レンガでできた基礎の上にあり、丸みを帯びた形状で寺院や記念物を彷彿とさせる。アウグストゥス帝はこの地の神に敬意を表していた可能性がある。なぜなら森の一部には、ドイツ語で「皇帝の庭」を意味するKaysersgartenという建物の遺構があったからである。
12世紀、エベルミュンステール修道院が教会と農地を中心とする領地の所有者だった。12世紀に村はリヒテンベルク家のものとなり、1367年からフランス革命まで貴族のラトサムオサン家はアーンヴィールを封土とした。12世紀よりあったサントゥルバン教会は、ラトサムオサン家が宗教改革でプロテスタントに改宗すると、1575年からプロテスタント教会となった。
三十年戦争はまちに不幸をもたらし、まちは血を流し、住民のほとんどが殺された。1678年のナイメーヘンの和約でまちはフランス領となり、平和が訪れた。飢饉や戦争で人口が激減したまちへ、外国人による再入植が行われた。19世紀以来、サント＝マリー＝オー＝ミーヌのメーカーによってまちの紡績産業が発達した。この時代、製油所やアサの製造工場、製粉所があった。1898年には水力発電所が移ってきた。このまちで商売は重要で、カトリック、プロテスタント、ユダヤ教徒の3つのコミュニティーが存在していた。
ミュッテルソルツは、青や赤のタイル模様が特徴のアルザス独特のリネン織物、ケルシュ（Kelsch）最後の砦として知られている。

## 人口統計
| 1962年 | 1968年 | 1975年 | 1982年 | 1990年 | 1999年 | 2008年 |
| ------ | ------ | ------ | ------ | ------ | ------ | ------ |
| 1383   | 1450   | 1559   | 1629   | 1651   | 1719   | 1904   |

参照元:INSEE